# Кремне
Кре́мне — село в Україні, у Коростенському районі Житомирської області. Населення становить 935 осіб.

## Історія
Перша загадка про село датується XVII століттям.
У 1906 році село Кремно Лугинської волості Овруцького повіту Волинської губернії. Відстань від повітового міста 60 верст. Дворів 70, мешканців 497.
Із втановленням радянської влади в Кремному 1921 року було створено радгосп «Чайка», а в березні 1925 року артіль імені Григорія Петровського.
Під час німецько-радянської війни участь у бойових діях брали 208 місцевих жителів, з них 121 особа загинула, 120 — нагороджено орденами і медалями.
На початку 1970-х років у селі діяла центральна садиба колгоспу «Кремнянський», який було утворено 1960 року на базі колгоспу імені Миколи Щорса. Також у Кремному працювали крохмальний завод, середня школа, клуб, 2 бібліотеки із книжковим фондом 10 тисяч примірників, лікарня, амбулаторія, пологовий будинок, дитячий садок.

## Населення
За даними перепису 2001 року населення села становило 935 осіб, з них 98,93 % зазначили рідною українську мову, 0,96 % — російську, а 0,11 % — вірменську.

## Пам'ятки
1967 року в селі встановлено обеліск Слави на честь воїнів, які загинули під час німецько-радянської війни.

## Люди
- Струтинський Василь Миколайович (народився 1946 в селі Кремне, помер 2003) — український дитячий письменник, журналіст.